# Sitzendorf (Thüringen)
Sitzendorf ist eine Gemeinde im Landkreis Saalfeld-Rudolstadt in Thüringen, die an der Thüringer Porzellanstraße liegt.

## Geografie
Sitzendorf ist ein etwa zwei Kilometer langes Straßendorf im Tal der Schwarza am Nordrand des Thüringer Schiefergebirges. Das Dorf liegt in etwa 300 m ü. NHN Höhe, die Hänge des Schwarzatal steigen jedoch zu beiden Seiten äußerst steil an (daher rührt auch die Legende vom Hanghuhn).
Der Nordhang erreicht bei Sitzendorf eine Höhe von etwa 500 m ü. NHN, der Südhang steigt bis 600 m ü. NHN an.
In Sitzendorf münden von Norden der Hädderbach (Oberhainer Dorfbach) und der Blambach (Unterhainer Dorfbach) sowie die Sorbitz von Süden in die Schwarza.

### Nachbargemeinden
Im Uhrzeigersinn, beginnend im Norden: Allendorf – Schwarzburg – Döschnitz – Unterweißbach – Königsee

### Gemeindegliederung
Sitzendorf gliedert sich in ein Ober- und ein Unterdorf. Das Oberdorf ist der kleinere Teil, es liegt rechts der Schwarza und beinhaltet neben dem Bahnhof des Ortes auch den Ortsteil Blechhammer. Das Unterdorf ist der größere Teil, es liegt links der Schwarza an der Hauptstraße des Ortes. Dort befinden sich auch Ortsverwaltung und Kirche.

## Geschichte
Am 19. November 1370 wurde der Ort in einer Erbteilungsurkunde als Syczedorff erstmals urkundlich erwähnt.
Der Ortsname geht wahrscheinlich auf einen Grafen Sizzo von Kevernburg zurück, der im 11. Jahrhundert lebte und der als Stammvater des Schwarzburger Grafengeschlechts gilt. Von 1370 bis heute hat sich die Schreibweise des Ortsnamens nur unwesentlich geändert: 1370 schrieb man Syczedorff, 1465 Sictzendorff, 1740 Sizzendorf und seit ca. 1850 Sitzendorf.
Wichtigster Erwerbszweig im Ort war der bereits im Mittelalter vorherrschende Erzbergbau, außerdem wurden Salpetersiederei sowie Pech- und Schmelzhütten betrieben. Von 1727 bis 1826 wurde außerdem Kobalt verarbeitet. 1760 gelang Georg Heinrich Macheleid in Sitzendorf als erstem nach Böttger die Herstellung von Porzellan, seine Manufaktur wurde jedoch schon 1762 nach Volkstedt verlegt, so dass die Porzellanherstellung in Sitzendorf erst nach Gründung einer neuen Manufaktur 1850 an Bedeutung gewann. Auf die zweite Hälfte des 19. Jahrhunderts datiert der Beginn des Fremdenverkehrs in Sitzendorf, der sich nach dem Bau der Schwarzatalbahn steigerte. Bis 1918 gehörte der Ort zur Oberherrschaft des Fürstentums Schwarzburg-Rudolstadt.
Während des Zweiten Weltkrieges mussten Frauen und Männer aus den besetzten Ländern sowie Militärinternierte aus Italien und Frankreich Zwangsarbeit leisten: auf einer Baustelle der Leuna-Werke, in der Porzellanmanufaktur, in der Landwirtschaft, in der Glasfabrik Albert Erhardt, in der Gärtnerei Hermann Heunemann und beim Bau des Marineheims. Das Grabdenkmal eines polnischen Zwangsarbeiters auf dem Friedhof ist das einzige Erinnerungszeichen an diesen Teil der Geschichte.
Zu DDR-Zeiten war Sitzendorf insbesondere Standort der Porzellan- und Werkzeugherstellung. Hier wurde auch ein Kinder-Ferienlager in Gestalt einer Zeltstadt unterhalten.

## Kirche
Die Kirchgemeinde Sitzendorf gehört zum Kirchspiel Döschnitz-Lichte mit den Kirchgemeinden Döschnitz, Meura, Sitzendorf, Unterweißbach und Schwarzburg sowie Lichte-Wallendorf, Piesau und Schmiedefeld.

## Politik
Sitzendorf gehört der Verwaltungsgemeinschaft Schwarzatal an, die ihren Verwaltungssitz in der Stadt Schwarzatal hat.

### Gemeinderat
Der Rat der Gemeinde Sitzendorf besteht aus 8 Ratsfrauen und Ratsherren.
- Brauchtumsverein 3 Sitze
- CDU 2 Sitze
- Feuerwehrverein 2 Sitze
- FDP 1 Sitz

(Stand: Kommunalwahl 2024)

### Bürgermeister
Der ehrenamtliche Bürgermeister Martin Friedrich wurde am 5. Juni 2016 gewählt. In der Wahl am 12. Juni 2022 wurde er wiedergewählt.

## Kultur und Sehenswürdigkeiten

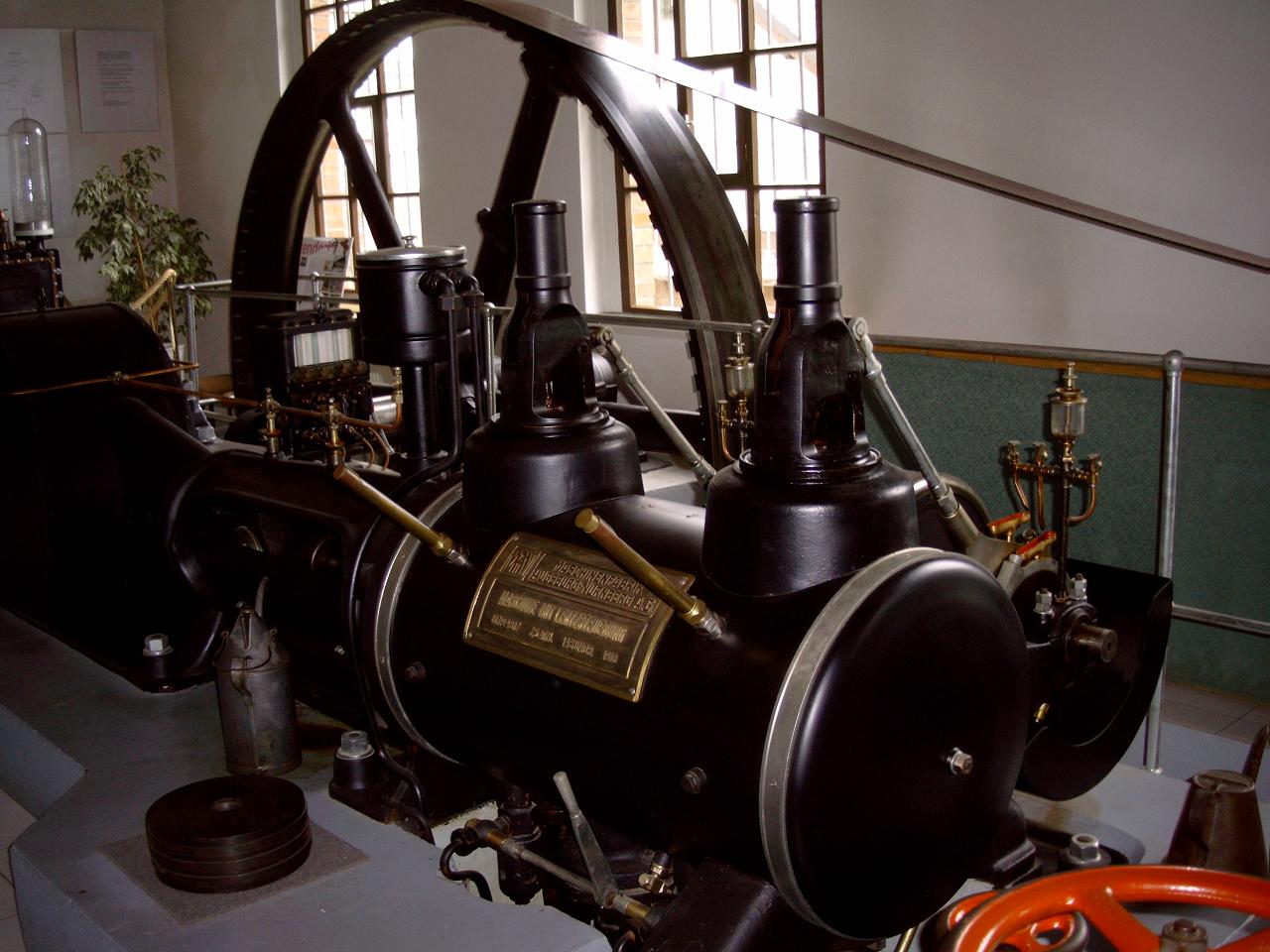
MAN-Dampfmaschine

### Museen
- Das Bauernmuseum in Sitzendorf: Altertümliche Fahrzeuge, Maschinen, Traktoren und Geräte auf 800 m² Fläche. Die Sammlung wird ständig erweitert, zum Beispiel mit Fahrzeugen und Vehikeln aus DDR-Zeiten.
- Das Regionalmuseum befand sich auf dem Gelände der Sitzendorfer Porzellanmanufaktur. Es zeigte u. a. eine einzigartige Dampfmaschine von MAN mit einer einkolbigen Saugpumpe. Im November 2013 wurde es geschlossen.
- Die Vorführstraße Porzellanmanufaktur Sitzendorf ist geöffnet und vermittelt anschaulich die Herstellung von figürlichem Porzellan.

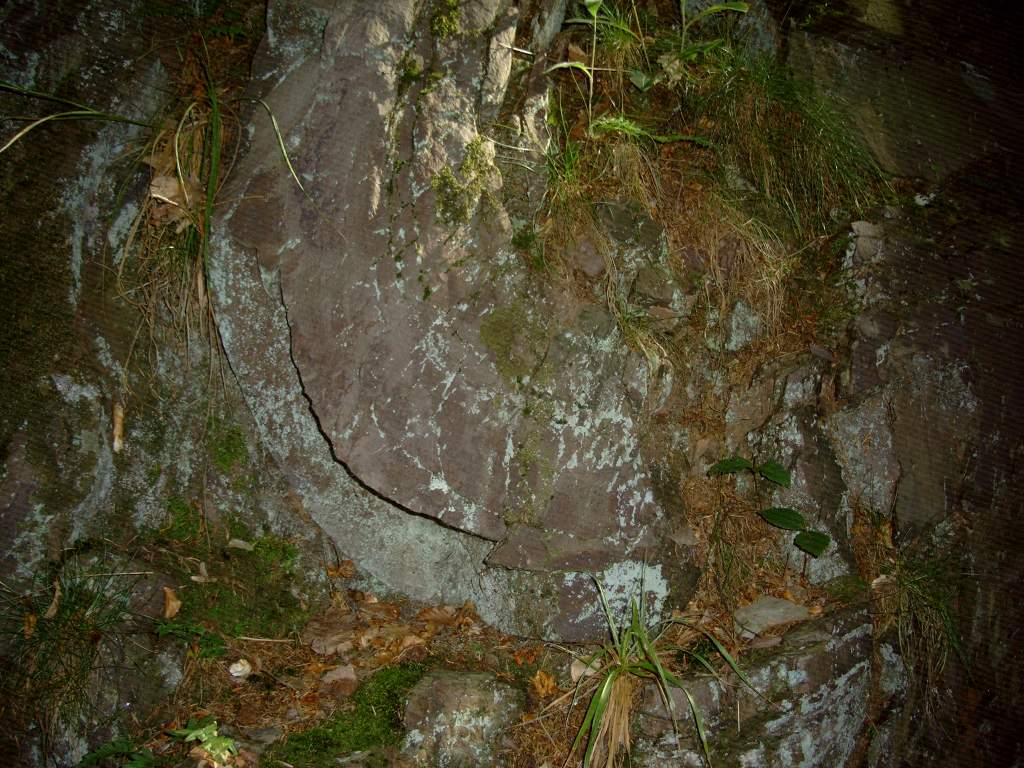
Teil des Geotops bei Sitzendorf

### Naturdenkmäler
Das Geotop bei Sitzendorf, am Eingang zum Sorbitztal: Das „Felsen-Geotop“ bei Sitzendorf ist vor 480 Mio. Jahren im Ordovizium durch Meeresablagerungen entstanden. Im Karbon, vor etwa 340 Mio. Jahren wurde es während der variszischen Gebirgsbildung schräggestellt und gefaltet.
Das Geotop (360 m) gibt einen Einblick in die Tektonik und Stratigraphie des Schwarzburger Sattels mit seinen goldhaltigen Quarzgängen in der Schwarza.
Es zeigt heute eine sehr anschauliche Treppen- und Knickfaltung.
Weitere Sehenswürdigkeiten sind auf dem Naturlehrpfad Heinrich Cotta zu erwandern.

### Regelmäßige Veranstaltungen

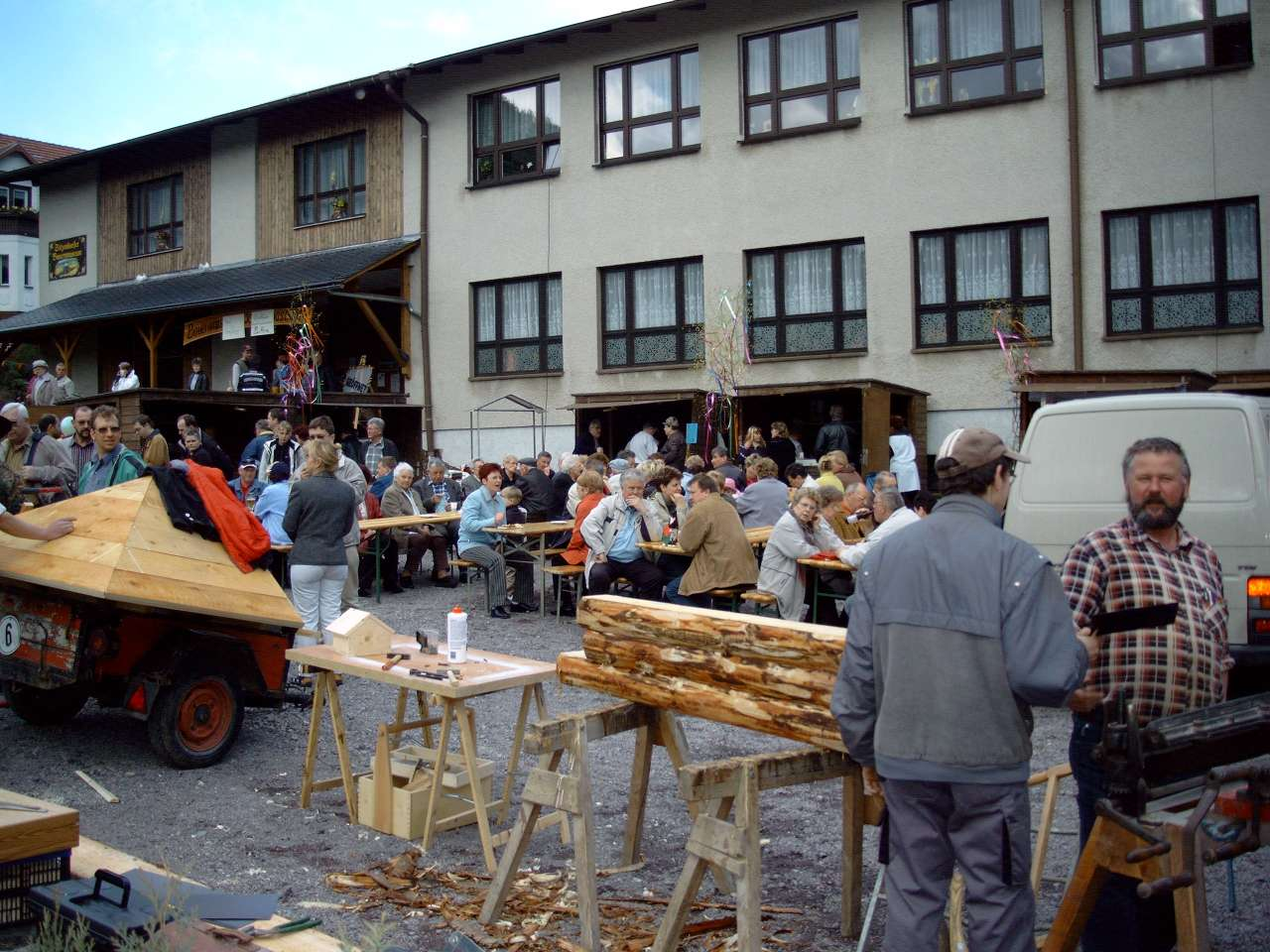
Ostermarkt am Bauernmuseum

Die Kirmes, welche jährlich am 3. Septemberwochenende stattfindet ist ebenso ein traditioneller Höhepunkt wie das Badfest im Juni.
Unter Federführung des Sitzendorfer Carnevals Vereins und des Feuerwehrvereins beteiligen sich auch andere Vereine des Ortes an der Vorbereitung und Durchführung der Veranstaltungen. Ein kulinarischer Höhepunkt ist der Anfang Oktober stattfindende Lawerworschtkongreß (Leberwurstkongress), bei dem der Lawerworschtkönig gekrönt wird.

### Aussichtspunkte
- Annafels
- Bismarckturm, ein 22 m hoher Aussichtsturm, der 1895 fertiggestellt wurde.[4]
- Hindenburgblick
- Schau ins Land
- Kaulsburg
- Sitzendorfblick
- Sommerberg

## Wirtschaft und Verkehr
Wie in vielen Orten der Region gab und gibt es in Sitzendorf eine traditionsreiche Porzellanmanufaktur mit Vorführstraße. Des Weiteren gab es früher auch in Sitzendorf (wie in allen anderen Orten im Schwarzatal) verschiedene Hammerwerke, in denen Bergbauerzeugnisse verarbeitet wurden. In den 1950er Jahren wurde die Köhlerei an der Pocherbrücke aufgegeben.

### Goldgewinnung

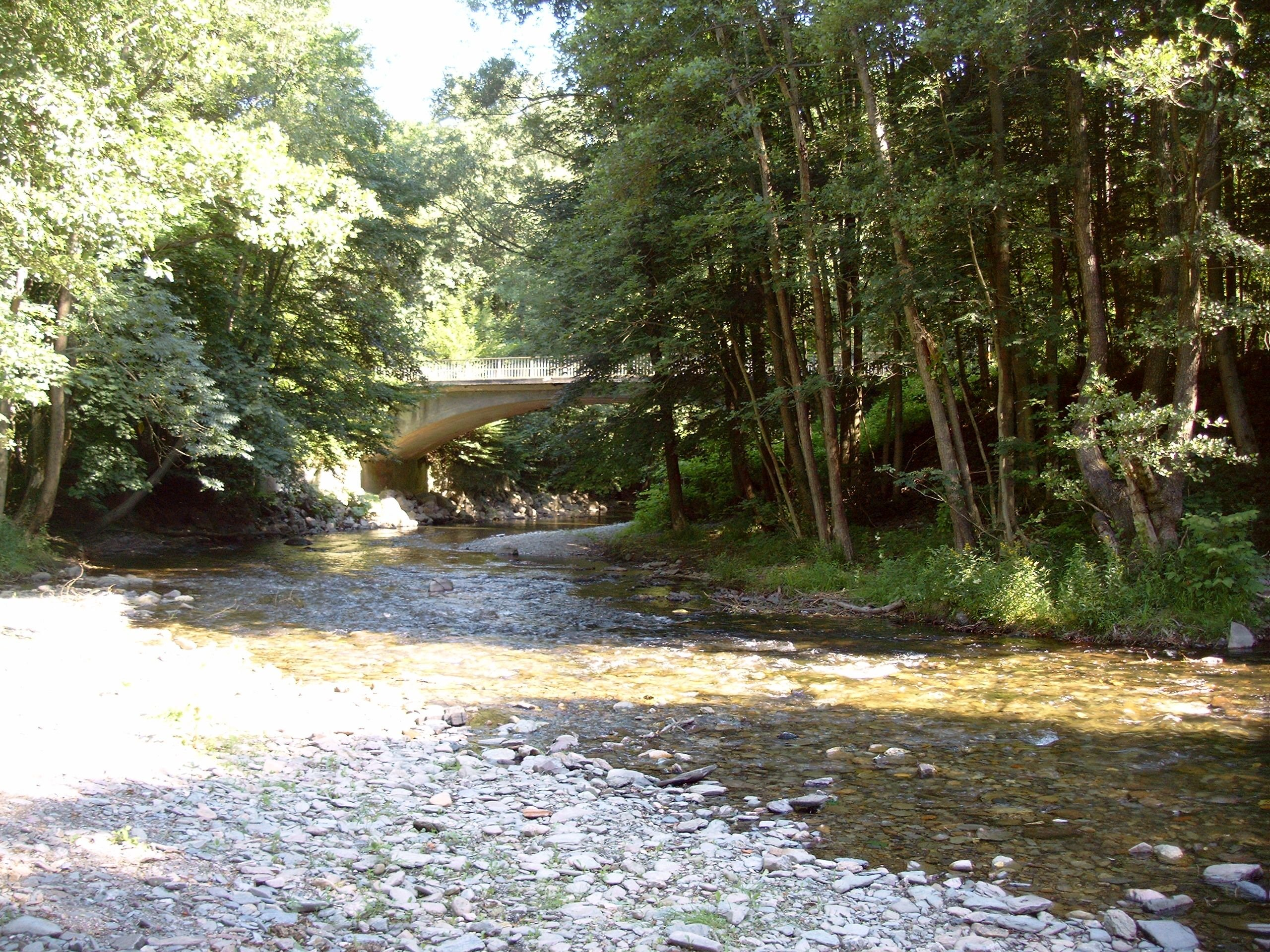
Der Fundort der Goldstufe vom 5. August 1800

Sitzendorf war von jeher eng mit dem Erzbergbau im Schwarzatal verbunden. Wann der Abbau der Goldlagerstätten begann, ist nicht mehr genau bekannt. 1530 waren im Schwarzatal 20 Gewerkschaften mit Seifenwerken beliehen.
Eine große Zahl von Berichten vom Ende des Dreißigjährigen Krieges bis in unsere Zeiten beweist, dass auch noch in späteren Zeiten immer wieder Bestrebungen zur Wiederbelebung der einst ausgedehnten mittelalterlichen Goldwäschereien im Gebiet des Schwarzatal vorhanden gewesen waren. Von Interesse ist der Fund einer reicheren Goldstufe im anstehenden Felsen an der Pocherbrücke zwischen Schwarzburg und Sitzendorf am 5. August 1800.

### Verkehr

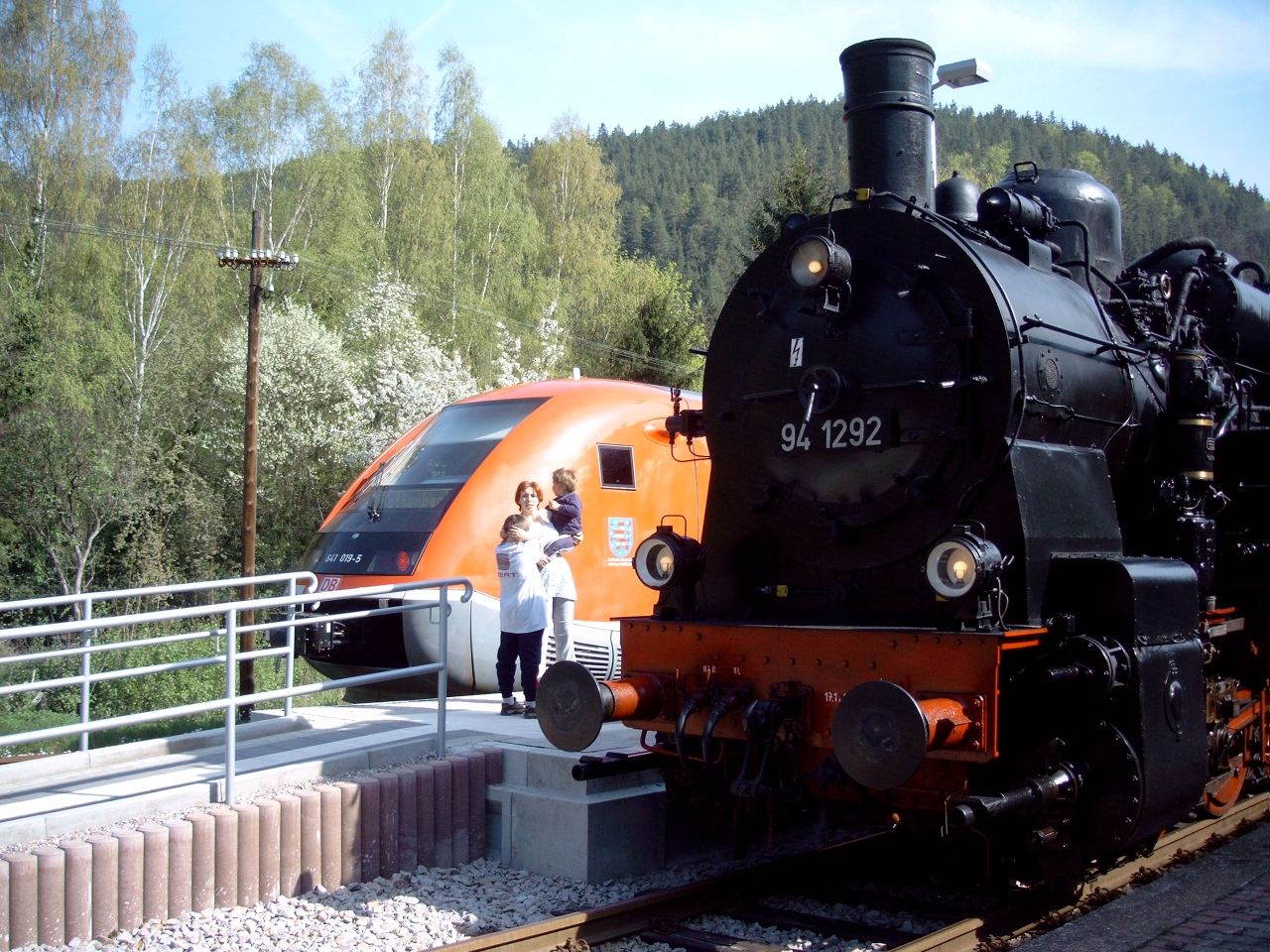
Nostalgie und Neuzeit

Sitzendorf besitzt Straßenverbindungen nach Bad Blankenburg und Katzhütte durch das Schwarzatal sowie Straßen über Rohrbach nach Saalfeld und über Unterweißbach nach Neuhaus.
Seit 1900 hat der Ort einen Bahnanschluss an der Schwarzatalbahn Katzhütte–Rottenbach.

## Persönlichkeiten
- Siegfried Schenke (* 1943), deutscher Leichtathlet und 1972 Olympiateilnehmer.
- Georg Heinrich Macheleid (1723–1801), einer der Nacherfinder des Porzellans
- Waldemar Schütz, 1965 DDR-Meister im Hochsprung, (BSG Motor Sitzendorf)

## Literatur

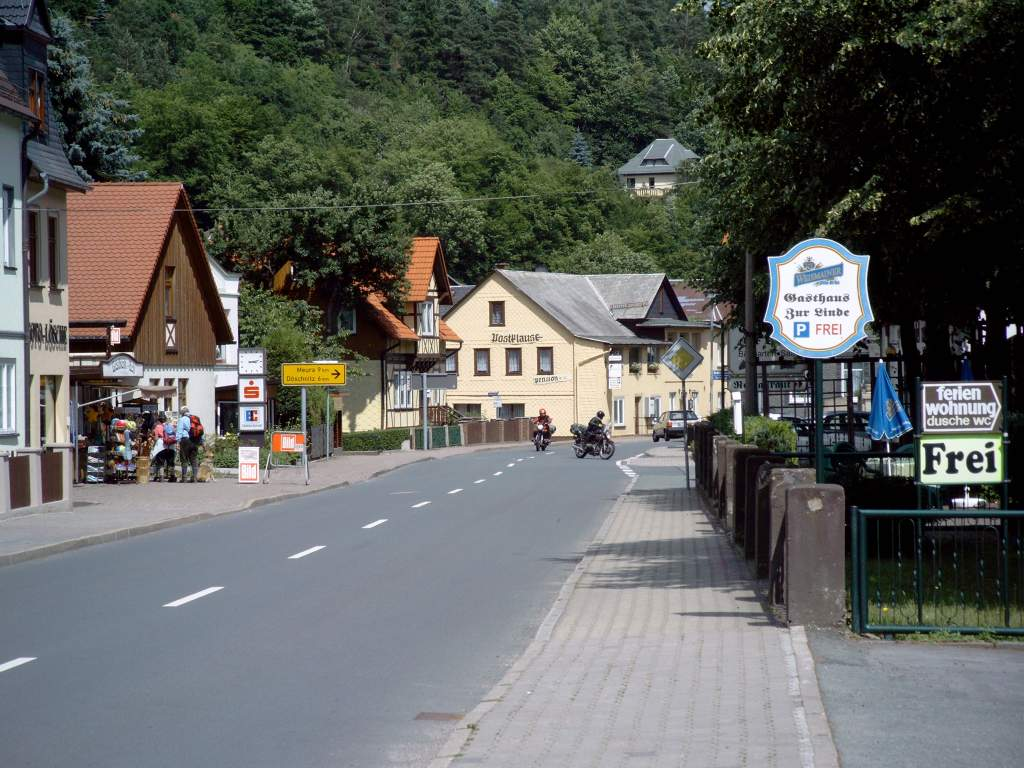
Hauptstraße Sitzendorf
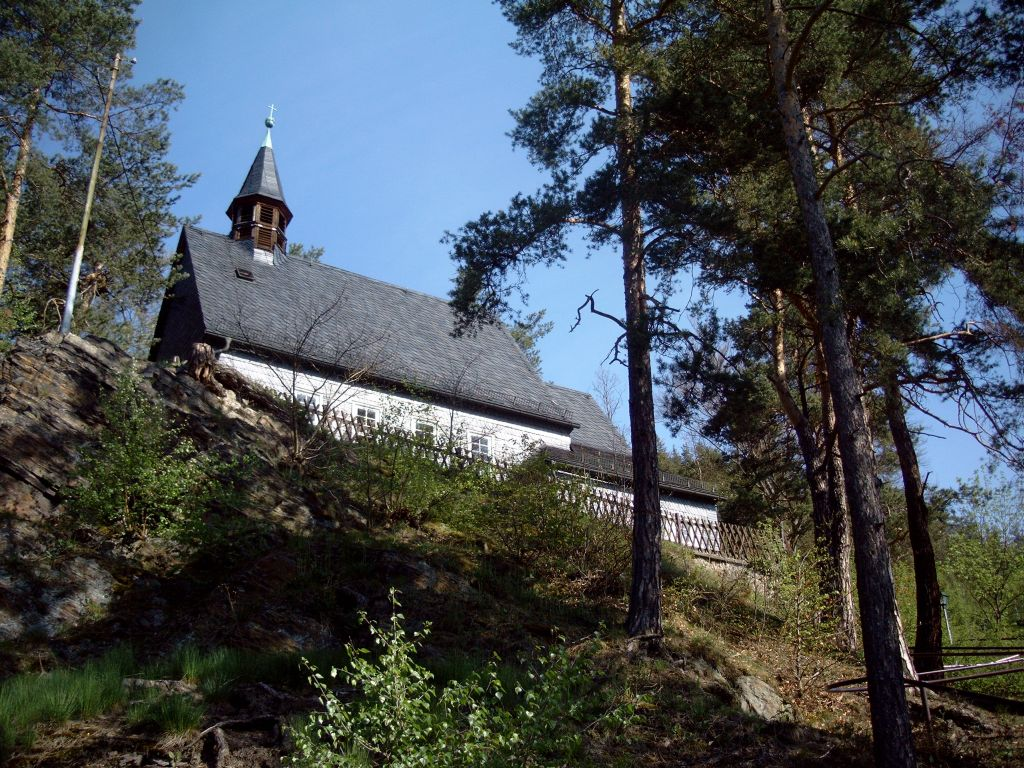
Die Bergkirche Sitzendorf
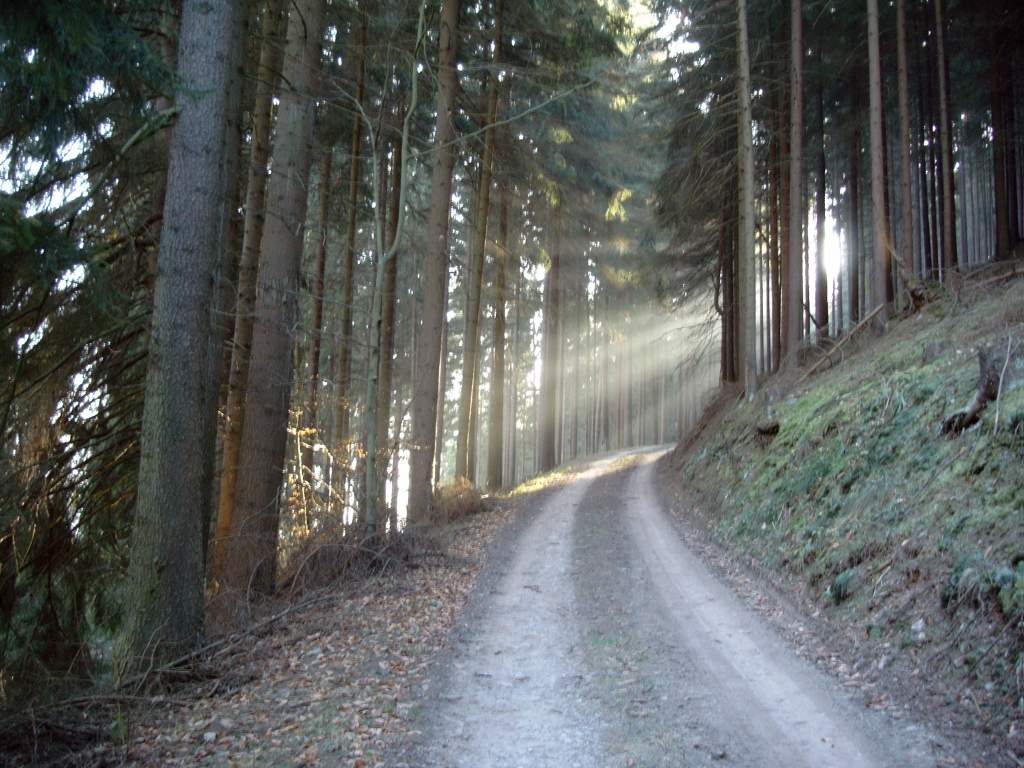
Wanderweg zum Ziegenberg